# Otto Weber (Politiker, 1899)
Otto Weber (* 5. Juni 1899; † 15. Juni 1970) war ein deutscher Politiker (SPD, KPD, SED). Er war ab 1945 Landrat des Landkreises Zeitz im Regierungsbezirk Halle der Provinz Sachsen des Landes Sachsen-Anhalt sowie Landtagsabgeordneter.

## Leben
Er nahm am Ersten Weltkrieg teil und trat nach seiner Rückkehr im Jahre 1919 in die USPD ein. Bereits im darauffolgenden Jahr wechselte er in die SPD, wo er bis zur Gleichschaltung der Parteien durch die Nationalsozialisten 1933 für die SPD-Unterbezirksleitung Zeitz als Agitator und Kassierer tätig war. Beruflich arbeitete er von 1919 bis 1934 im Kreiswohlfahrtsamt in Zeitz. Daneben gehörte Otto Weber von 1919 bis 1933 dem Zentralverband der Angestellten (ZdA) an, dessen Ortsgruppe Zeitz er leitete.
1934 wurde Otto Weber wegen illegaler Parteiarbeit angeklagt.
Nach dem Ende des Zweiten Weltkriegs trat er der KPD bei. Am 17. Juli 1945 wurde Otto Weber von der Sowjetischen Militärregierung aufgrund seiner KPD-Mitgliedschaft als Landrat des Landkreises Zeitz eingesetzt. Er übernahm das Amt von Karl Heimerich, der unmittelbar nach dem Ende des Zweiten Weltkrieges aus politischen Gründen aus dem Dienst entlassen worden war. Er wurde durch die Zwangsvereinigung Mitglied der SED und für diese bei der halbfreien Landtagswahl in der Provinz Sachsen 1946 in den Landtag gewählt.
Als Ministerialrat der Provinzialregierung Sachsen-Anhalt im Ministerium für Land- und Forstwirtschaft wurde Otto Weber 1949 Mitglied der Provisorischen Länderkammer der DDR. Zu Beginn der 1950er Jahre geriet er in Haft, aus der er 1952 als Invalide entlassen wurde. Erst 1955 war seine Gesundheit soweit wieder hergestellt, dass er eine berufliche Tätigkeit aufnehmen konnte. Er arbeitete einige Jahre als Kulturleiter sowie BGL-Vorsitzender und ging 1961 vorzeitig in Rente. 
Als Rentner nahm er mehrere öffentliche Auszeichnungen und Vergünstigungen als Verfolgter des Naziregimes entgegen. Er starb wenige Tage nach seinem 71. Geburtstag.

## Ehrungen
- Vaterländischer Verdienstorden in Silber
- Medaille für Kämpfer gegen den Faschismus 1933 bis 1945